# L'estro armonico
L'estro armonico è una raccolta di dodici concerti di Antonio Vivaldi.
La strumentazione è di orchestra d'archi e un violino solista in 4 concerti, 2 violini solisti in altri 4 (2 di questi anche col violoncello) e altri 4 concerti per 4 violini solisti (anche in questo caso 2 concerti anche con il violoncello). 
Il titolo dell'opera è un ossimoro che vuole evidenziare la ricerca del perfetto punto di equilibrio fra due esigenze opposte: da un lato l'estro, cioè la pura fantasia che si scatena in totale libertà, e dall'altro gli stretti vincoli matematici dettati dalle regole dell'armonia.
Questi concerti ebbero uno strepitoso successo in tutta Europa e, grazie ad essi, il "Prete Rosso" fu per qualche anno il compositore più rinomato. Segnarono il passaggio dal concerto grosso al concerto solistico. Il musicologo Alfred Einstein, a proposito di un passaggio del terzo movimento del concerto numero 8 scrisse: "è come se in una sala barocca porte e finestre si spalancassero all'improvviso e si respirasse una ventata d'aria fresca". Lo studioso vivaldiano Michael Talbot si spinse al punto di affermare che questi lavori sono "forse la più influente raccolta di musica strumentale apparsa nell'intero diciottesimo secolo".
L'opera 3 fu pubblicata ad Amsterdam da Estienne Roger presumibilmente nel 1711. Roger, infatti, non includeva la data di pubblicazione, ma solo un numero d'ordine e inoltre riciclava i numeri di opere esaurite, come sembra sia capitato anche all'Estro Armonico. La sua uscita fu pubblicizzata con un annuncio sul The Post Man di Londra. 
L'opera fu ripubblicata in modo non autorizzato da John Walsh a Londra e a Parigi, con l'improbabile titolo "Les Troarmonico".

## Concerti e movimenti
Concerto nº 1 in re maggiore RV 549 (per quattro violini, violoncello ed orchestra):
- 1. Allegro
- 2. Largo e spiccato per i re in particolare.
- 3. Allegro

Concerto nº 2 in sol minore RV 578 (per due violini, violoncello ed orchestra):
- 1. Adagio e spiccato
- 2. Allegro
- 3. Larghetto
- 4. Allegro

Concerto nº 3 in sol maggiore RV 310 (per violino ed orchestra):
- 1. Allegro
- 2. Largo
- 3. Allegro

Concerto nº 4 in mi minore RV 550 (per quattro violini ed orchestra):
- 1. Andante
- 2. Allegro assai
- 3. Adagio
- 4. Allegro

Concerto nº 5 in la maggiore RV 519 (per due violini ed orchestra):
- 1. Allegro
- 2. Largo
- 3. Allegro

Concerto nº 6 in la minore RV 356 (per violino ed orchestra):
- 1. Allegro
- 2. Largo
- 3. Presto

Concerto nº 7 in fa maggiore RV 567 (per quattro violini, violoncello ed orchestra):
- 1. Andante
- 2. Adagio
- 3. Allegro
- 4. Adagio - Allegro

Concerto nº 8 in la minore RV 522 (per due violini ed orchestra):
- 1. Allegro
- 2. Larghetto e spiccato
- 3. Allegro

Concerto nº 9 in re maggiore RV 230 (per violino ed orchestra):
- 1. Allegro
- 2. Larghetto
- 3. Allegro

Concerto nº 10 in si minore RV 580 (per quattro violini, violoncello ed orchestra):
- 1. Allegro
- 2. Largo - Larghetto - Adagio - Largo
- 3. Allegro

Concerto nº 11 in re minore RV 565 (per due violini, violoncello ed orchestra):
- 1. Allegro
- 2. Adagio e spiccato
- 3. Allegro
- 4. Largo e spiccato
- 5. Allegro

Concerto nº 12 in mi maggiore RV 265 (per violino ed orchestra):
- 1. Allegro
- 2. Largo e molto acuto
- 3. Allegro

## Concerti trascritti da Bach
Johann Sebastian Bach, dopo la loro pubblicazione, trascrisse alcuni di questi concerti per clavicembalo solo, per organo e per quattro clavicembali e archi.
| Originale di Vivaldi                                    | Numero                | Trascrizione di Bach                                   | Numero   |
| ------------------------------------------------------- | --------------------- | ------------------------------------------------------ | -------- |
| Concerto in Sol maggiore per violino                    | Opus 3 nº 3 / RV 310  | Trascrizione in Fa maggiore per clavicembalo           | BWV 978  |
| Concerto in La minore per due violini                   | Opus 3 nº 8 / RV 522  | Trascrizione in La minore per organo                   | BWV 593  |
| Concerto in Re maggiore per violino                     | Opus 3 nº 9 / RV 230  | Trascrizione in Re maggiore per clavicembalo           | BWV 972  |
| Concerto in Si minore per quattro violini e violoncello | Opus 3 nº 10 / RV 580 | Concerto in La minore per quattro clavicembali e archi | BWV 1065 |
| Concerto in Re minore per due violini e violoncello     | Opus 3 nº 11 / RV 565 | Trascrizione in Re minore per organo                   | BWV 596  |
| Concerto in Mi maggiore per violino                     | Opus 3 nº 12 / RV 265 | Trascrizione in Do maggiore per clavicembalo           | BWV 976  |